# Englisch Fußball

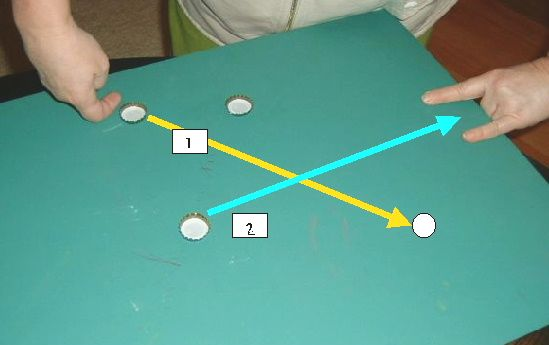
Englisch Fußball auf dem Kleinfeld mit Kronenkorken

Englisch Fußball ist ein einfaches Geschicklichkeitsspiel mit einfachstem Material für zwei Spieler, das hauptsächlich von Kindern und Jugendlichen gespielt wird.

## Begriff und Geschichte
Wie es zur Bezeichnung dieses Geschicklichkeitsspiels gekommen ist, das mit drei Steinen üblicherweise im Freien gespielt wird, ist unklar. Wahrscheinlich ist, dass es dieses oder ein ähnliches Spiel schon seit Jahrhunderten gibt. Im Hinblick auf das in England aufgekommene Fußballspiel hat sich diese Bezeichnung bei den Spielern durchgesetzt. 
Englisch-Fußball ist jedenfalls schon zwischen den Weltkriegen gespielt worden, vermutlich auch schon vor dem Ersten Weltkrieg in Ermangelung von Leder- oder Gummibällen. Obendrein ist es ohne große Vorbereitungen fast an jedem Ort zu spielen. Geeignete Steine – bis zur Größe etwa einer Filmdose – finden sich überall.

## Spielfeld und Material
Als Spielfeld dient eine ebene, einigermaßen glatte Fläche auf dem Boden. Im Freien ist das oft ein asphaltierter Weg oder eine wenig befahrene Straße, innerhäuslich ein glatter Boden (Stein, Linoleum). Das Spielfeld wird individuell bemessen, die Länge liegt meist zwischen 2 und 10 m, je nach Lokalität, die Breite sollte wenigstens einen Meter  betragen. Oft wird das Feld durch Kreidestriche oder mit Steinen oder Stöcken auf dem Boden eingezeichnet und in zwei Hälften geteilt. Am jeweiligen Ende des Feldes befindet sich ein Mal, das Tor, welches ebenfalls nur symbolisch durch Striche gekennzeichnet ist. Auch die Größe dieses Tores ist dem Konsens der Mitspieler anheimgestellt, beträgt aber etwa 20 cm. Als Spielmaterial dienen drei etwa gleich große Steine ab 3 cm Durchmesser.
Um dem Spiel mehr Zufälligkeit zu geben, können die 3 Steine zu Beginn vom Tor aus in die eigene Hälfte fallen gelassen werden. Bilden sie dabei kein ausreichend gewinkeltes Dreieck, darf dies bis zu zweimal wiederholt werden. 
Erlaubt ist, jederzeit das Standbein als Bande (wie beim Billardspiel)  zu benutzen, wenn z. B. die drei Steine fast eine Gerade bilden. Es darf nur nach vorn, in Richtung auf das gegnerische Tor, gespielt werden.  Gelingt das nicht oder ist der bewegte Stein nicht durch die beiden anderen hindurchgeschossen worden, wird gewechselt.

## Regel und Ziel
Ziel des Spieles ist es, einen Stein in einer bestimmten Art und Weise in die Markierung des gegnerischen Tores so zu schießen, dass er dort liegen bleibt. Der durch Zufall bestimmte Beginner legt alle drei Steine vor sein eigenes Mal und muss nun versuchen, den mittleren Stein durch die beiden anderen in Richtung des Tores seines Gegners zu spielen. Bei jedem Spielzug muss dabei einer der Steine mit dem Fuß durch die gedachte Verbindungslinie der beiden anderen bereits liegenden Steine befördert werden. Es ist jeweils nur ein Versuch gestattet. In Tornähe versucht man dann, in das Mal des Gegners zu treffen und hätte dann in den Fußballjargon übertragen ein Tor geschossen. Man darf so lange weiterspielen, bis man entweder 
- einen der anderen Steine berührt,
- mit einem beliebigen Stein die Spielfeldbegrenzung überschritten hat
- es nicht gelingt, zwischen den beiden liegenden Steinen hindurch zu treffen oder
- ein Tor erzielt hat.

Tritt einer dieser Fälle ein, so ist der Mitspieler am Zug und darf nun seinerseits versuchen, erfolgreich zu sein. Das Spiel endet nach einer zuvor vereinbarten Trefferzahl. 

### Zusatzregeln
Da die Regeln für dieses Spiel von Ort zu Ort und gar von Schule zu Schule verschieden sein können, existieren auch einige Zusatzregeln. So ist es bei manchen Spielen erst erlaubt, einen Torschuss zu riskieren, wenn man zuvor mindestens drei Spielzüge gemacht hat. Andererseits gibt es die höchstens-Vorschrift, welche besagt, dass man höchstens eine bestimmte Anzahl Spielzüge machen darf, um das Ziel zu erreichen. Dies soll vor allem eine allzu vorsichtige, sich in winzigen Schritten nähernde Spielweise verhindern.

## Tischvariante
Verbreitet ist auch die Tischvariante des Englisch Fußball. Dazu werden alle hindernden Gegenstände vom Tisch geräumt, der Tisch selbst bildet die Spielfeldbegrenzung. Als Material dienen Kronkorken, Münzen oder ähnliche flache Gegenstände. Das Tor wird durch den Gegner mit der Spreizung von kleinem und Zeigefinger an der gegenüberliegenden Tischkante markiert, die anderen Finger werden unter der Kante gehalten. Gespielt wird durch Schnicken und Schieben mit dem gekrümmten Zeigefinger oder mit einem herkömmlichen Flaschenöffner, der als eine Art Schieber dient.

## Variationen
- Aus Sri Lanka stammt eine Variation für zwei oder mehr Spieler. Man verteilt dazu Bohnen (oder Kieselsteine oder ähnliches, in Sri Lanka Kerne der Annona-Frucht) auf einer glatten Tischplatte. Wer am Zuge ist, zeigt auf eine Lücke zwischen zwei Bohnen und stößt – mit einem einzigen Fingerstoß – eine dritte Bohne durch diese Lücke. Wenn die gestoßene Bohne hindurchgeht und auf dem Tisch bleibt und wenn sich keine Bohne außer der gestoßenen bewegt, darf der Spieler am Zuge eine der ersten beiden Bohnen an sich nehmen und noch einmal spielen; ansonsten ist der nächste am Zuge. Wer am Schluss die meisten Bohnen hat, ist Gewinner.
- Ähnlich der Tischvariante gibt es eine Variante mit zwei Münzen der Spieler und einer kleineren, die den Ball darstellt. Dabei beschleunigt jeder Spieler mit einem federnden Kamm oder ein Lineal seine Münze in Richtung Ballmünze, die durch das Tor, das auf dem Tisch markiert ist, gestoßen wird. Dieses Spiel war vor allem in den 1960er-Jahren an den Schulen in Österreich sehr beliebt und wurde als Pfitschigogerln bezeichnet.
- Auch innerhalb der zahlreichen Variationen des Murmelspiels existieren ähnliche Spielregeln.